# Clara Calamai
Clara Calamai (Prato, Italia, 7 de septiembre de 1909 - Rímini, 21 de septiembre de 1998) fue una actriz italiana de teatro y cine muy popular durante los años del fascismo.
Se la recuerda principalmente por su trabajo en "La cena delle beffe" en 1941 (adaptación cinematográfica de la pieza de Sem Benelli) donde en una osada escena muestra sus senos convirtiéndose en el primer desnudo del cine italiano, "Obsesión" (1943) (reemplazando a último momento a Anna Magnani), uno de los filmes capitales del neorrealismo italiano basado en "El cartero siempre llama dos veces" y "Noches blancas" con Marcello Mastroianni, ambas de Luchino Visconti, de quien fue una de sus actrices favoritas. 
Ganó el Premio Nastro d'Argento en 1946 por "La adúltera" de Duilio Coletti.
Se casó con el conde Leonardo Bonzi - famoso deportista, explorador, aviador y documentalista de la época - retornando a la pantalla grande en 1975 en el filme de terror "Profondo Rosso" de Dario Argento en el papel de asesina en serie.

## Filmografía parcial
- Ettore Fieramosca (1938)
- Il fornaretto di Venezia (1939)
- Addio, giovinezza! (1940)
- Capitan Fracassa (1940)
- Boccaccio (1940)
- La cena delle beffe (1941)

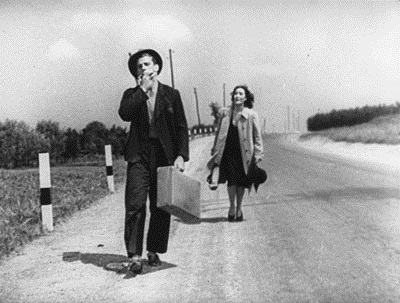
Con Massimo Girotti en la película de 1943 Ossessione, dirigida por Luchino Visconti.

- Caravaggio, il pittore maledetto (1941)
- Luce nelle tenebre (1941)
- Sorelle Materassi (1943)
- Ossessione (1943)
- Enrico IV (1944)
- Quando gli angeli dormono (1947)
- Le notti bianche (1957)
- Le streghe (1967)
- Profondo rosso (1975)
- La peccatrice (1975)